# آیتون اپان د ویلد مورز
آیتون اپان د ویلد مورز (به انگلیسی: Eyton upon the Weald Moors) یک روستا و محله مدنی در بریتانیا است که در Telford and Wrekin واقع شده‌است.